# Julian (Pennsylvanie)
Pour les articles homonymes, voir Julian.
Julian est une census-designated place située dans le comté de Centre, dans l’État de Pennsylvanie, aux États-Unis. Lors du recensement de 2020, elle compte 146 habitants.